# Jastuk
Jastuk (tur. Yastık) ili blazina, poduška, perina, uzglavlje,  podglavlje je predmet od tkanine koji služi za oslanjanje glave pri spavanju u raznim veličinama.
Pravokutnog, okruglog ili drugog je oblika a ispunjen je mekanim materijalom. Određeni jastuci imaju samo dekorativnu funkciju. Jastuci su obično ispunjeni s umijetnim vlaknima, vunom, perjem (osobito u hladnim područjima) ili sintetičkim materijalima kao što su umjetna spužva, elastična pjena, ili lateks. U prošlosti rabljena je i slama za punjenje jastuka.